# Comtat d'Autun
El comtat d'Autun era un comtat feudal del Regne dels Francs i després del Regne de França que ja s'esmenta abans de Carlemany (finals del s. VII) fins al 960 quan fou unit al ducat de Borgonya.
Després del 752 apareix un comte anomenat Adalelm. El segueix Teodoric I i a aquest el seu fill Teodoric II i després el net Teodoric III. El 828, a la mort de Teodoric va passar a Eudes d'Orleans, tot i que el fillol de Teodoric, Bernat de Septimània, el reclamava. Eudes va morir el 834 en les guerres civils i en el repartiment del 835 va ser donat a Bernat. Desposseït Bernat dels seus honors va ser assignat a Guerí de Provença, rival de Bernat, el 844, i d'aquest va passar al seu fill Isembard. Aquest desapareix cap al 858 no se sap si perquè va ser destituir per participar en una revolta o perquè va morir i el va succeir el seu germà Humfrid duc de Gòtia i Septimània (la relació entre Isembard i Humfrid no està encara demostrada). Revoltat Humfrid es va procedir al repartiment dels seus honors el 864 i Autun va correspondre a Bernat Plantapilosa, després comte d'Alvèrnia que a les poques setmanes es va revoltar i fou destituït. El comtat va ser donat a Robert el Fort comte de Nevers, que no el va poder ocupar fins al 965 i va morir l'any següent quan ja Bernat s'havia reconciliat amb el rei, que li va tornar Autun. El 876 va passar a Bernat de Gòtia aprofitant una reorganització de l'administració, en la qual Bernat Plantapilosa va quedar exclòs per estar presoner de Lluís el jove d'Alemanya. El 878, revoltat Bernat de Gòtia, va ser desposseït de tots els seus honors i el comtat d'Autun assignat al cambrer reial Teodoric IV. El 879 Bosó va prendre el poder a la regió i es va proclamar comte, però va cedir el comtat al seu germà Ricard, del que va passar al seu fill Raül, i al germà d'aquest, Hug el negre. El 952 va passar al seu gendre (casat amb Ermengarda, filla d'Hug el negre) Gilbert o Giselbert de Chalon duc de Borgonya que al morir el 956 el va deixar a la seva filla Lietgarda, sota la tutela d'Hug el gran; la filla es va casar el 960 amb Otó, fill d'Hug el gran amb qui el comtat va quedar vinculat a la casa ducal de Borgonya.

## Llista de comtes
- Teodoric I, noble (citat el 742 i 750) (725 † després de 778), descendent de Bertrada de Prüm, casat amb Auda de França, filla de Carles Martell
- Adalelm vers 790
- Girard, comte d'Autun apareix esmentat com el pare d'Abbó de Poitiers a la genealogia dels comtes de Poitiers, sense data.
- Khildebrand III (vers 770 † 827/836), citat com a comte el 796; fill probable de Nibelung II i de Berta (filla de Teodoric)
- Teuduí ([Thuin, Theoden) (fill) vers 800-810
- Teodoric II, fils de Teodoric I, vers 810-821 (comte de Macon)
- Teodoric III 821-828 (comte de Macon)
- Odó d'Orleans, Nevers i Autun, 828-834
- Bernat de Septimània 835-844
- Guerí 844-853 (comte de Maçon (825) Mememtois (831), Chalon (835), comte d'Auxois i marques de Borgonya (844)
- Isembard (fill) 853-858 (comte de Maçon, Chalon i Dijon)
- Humfrid 858-864 (comte de Macon, Chalon, Beaune i marques de Borgonya i de Gòtia), possible germà de Isembard
- Bernat Plantapilosa 864-865
- Robert el Fort 865-866
- Bernat Plantapilosa 866-876
  - Eccard de Mâcon 873-876 ?[1]
- Bernat de Gòtia 876-878
- Teodoric IV 878-879
- Bosó I rei de Borgonya Cisjurana 879-880
- Ricard I “el Justicier” 880-921 (duc de Borgonya)
- Raül I de França 921-936 (duc de Borgonya i rei de França)
- Hug el Negre 936-952 (duc de Borgonya)
- Ermengarda 952-956 (duquessa de Borgonya)
- Gilbert de Chalon 952-956 (comte de Chalon, duc de Borgonya) comte de fet des d'abans de 934
- Lietgarda de Borgonya (o Letgarda) 956-960 (duquessa de Borgonya)
- Hug el Gran, tutor 956
- Otó I de Borgonya 956-960 (duc de Borgonya) (marit de Lietgarda) (+965)
- Unió al ducat de Borgonya 960